# Associazione Calcio Carpenedolo 2004-2005
Questa voce raccoglie le informazioni riguardanti  l'Associazione Calcio Carpenedolo nelle competizioni ufficiali della stagione 2004-2005.

## Rosa
| N. |                   | Ruolo | Calciatore           |
| -- | ----------------- | ----- | -------------------- |
|    | Italia (bandiera) | D     | Emilio Abeni         |
|    | Italia (bandiera) | C     | Luca Albieri         |
|    | Italia (bandiera) | P     | Christian Aldebrando |
|    | Italia (bandiera) | P     | Liam Ardigò          |
|    | Italia (bandiera) | A     | Riccardo Belluomini  |
|    | Italia (bandiera) | D     | Stefano Biemmi       |
|    | Italia (bandiera) | C     | Federico Bigatti     |
|    | Italia (bandiera) | C     | Andrea Bottazzi      |
|    | Italia (bandiera) | C     | Luca Brambilla       |
|    | Italia (bandiera) | D     | Simone Cirina        |
|    | Italia (bandiera) | C     | Daniele Corti        |
|    | Italia (bandiera) | A     | Davide Di Nicola     |
|    | Italia (bandiera) | D     | Cristiano Donà       |

| N. |                       | Ruolo | Calciatore                   |
| -- | --------------------- | ----- | ---------------------------- |
|    | Italia (bandiera)     | D     | Gabriele Fornoni             |
|    | Italia (bandiera)     | A     | Gennaro Fragiello            |
|    | Italia (bandiera)     | C     | Leonardo Fulcini             |
|    | Italia (bandiera)     | C     | Manuel Iori                  |
|    | Italia (bandiera)     | C     | Federico Longo               |
|    | Portogallo (bandiera) | C     | Evaristo Emanuel Manu Bonfin |
|    | Italia (bandiera)     | C     | Spartaco Memè                |
|    | Italia (bandiera)     | D     | Alberto Paoli                |
|    | Italia (bandiera)     | C     | Alessandro Pialorsi          |
|    | Italia (bandiera)     | D     | Raffaele Radice              |
|    | Italia (bandiera)     | A     | Riccardo Sardelli            |
|    | Italia (bandiera)     | C     | Marco Sgrò                   |
|    | Slovenia (bandiera)   | A     | Emil Zubin                   |